# بمس خسوس دو آراگویا
بمس خسوس دو آراگویا (به پرتغالی: Bom Jesus do Araguaia) یک منطقهٔ مسکونی در برزیل است که در ماتو گروسو واقع شده‌است. بمس خسوس دو آراگویا ۶٬۷۰۶ نفر جمعیت دارد.